# Jalal Hosseini
Jalal Hosseini, född den 3 februari 1982 i Bandar-e Anzali,  är en iransk fotbollsspelare som är en av de mest rutinerade spelarna i iranska fotbollslandslaget där han spelar som försvarare. Hosseini spelar just nu för Persepolis Teheran i Iran Pro League.